# Anton Wallerstein
Anton Wallerstein, född den 28 september 1813 i Dresden, död den 26 mars 1892 i Genève, var en tysk violinist och komponist.

## Biografi
Anton Wallerstein föddes 1813 i Dresden. Wallerstein blev 1858 medlem av hemstadens hovkapell. Han var violinist och komponerade dansmusik. Wallerstein utgav omkring 300 stycken lättare dansmusik, liksom några sånger och variationer för violin och orkester.